# Флаг Камско-Устьинского района
Флаг Ка́мско-У́стьинского района является официальным символом Камско-Устьинского муниципального района Республики Татарстан Российской Федерации. Флаг утверждён 21 июня 2006 года и внесён в Государственный геральдический регистр Российской Федерации под номером 2613.

## Описание
«Флаг Камско-Устьинского муниципального района представляет собой голубое полотнище с соотношением ширины к длине 2:3, несущее выше середины полотнища изображение чайки, а у древка — изображение обрывистого берега; изображения выполнены в белом, черном, жёлтом, оранжевом и зелёном цветах».

## Обоснование символики
Флаг разработан на основе герба района, который языком символов отражает природные и хозяйственные особенности района.
Камско-Устьинский муниципальный район расположен в месте слияния двух крупнейших рек Восточной Европы — Волги и Камы. Голубой цвет полотнища символизирует красоту и величие речных просторов. Белая (серебряная) чайка, несущая в клюве рыбу символизирует важное народно-хозяйственное и природно-географическое значение региона, расположенного на берегу Куйбышевского водохранилища.
Территория района является частью Волго-Свияжского междуречья и имеет характер высокого массива Приволжской возвышенности, круто обрывающегося к Свияге и к Волге. Свияжский и Волжские склоны, значительно превосходят по высотным отметкам окружающую местность, здесь же находится самая высокая точка побережья — гора Лобач (Обач), расположенная невдалеке от районного центра и отражённая на флаге.
Белый цвет (серебро) — символ чистоты, совершенства, мира и взаимопонимания.
Жёлтый цвет (золото) — символ богатства, стабильности, уважения и интеллекта.
Голубой цвет — символ чести, благородства, духовности.
Зелёный цвет — символ природы, жизненного роста, здоровья, плодородия.
Чёрный цвет — символ скромности, мудрости, вечности бытия.